# Östgötateatern
Östgötateatern er Sveriges største regionale teater med scener såvel i Norrköping som Linköping samt turnerende forestillinger. Repertoiret består af svensk og udenlandsk dramatik, nyskrevne værker og klassikere. Teatret er ligeledes kendt for sine musicals, og dets største produktioner er: Sound of Music, Familien Addams, Cabaret, La Cage Aux Folles, My Fair Lady og Jekyll & Hyde – the musical. I de senere år har Östgötateatern haft nordisk premiere på Come From Away og skandinavisk premiere på musicalen Amélie.
Östgötateaterns mission er at udvikle scenekunsten gennem innovative produktioner, der afspejler samfundet, og som tiltrækker både erfarne teatergængere og et nyt publikum. Teatret arbejder på at styrke den svenske musikscene og være et synligt sted for cirkusudviklingen i Norden.
Institutionen har fuldt udstyrede værksteder til produktion af scenografi og rekvisitter, eget kostumestudie, parykfremstilling og farvning samt et stort kostumeopbevarings- og rekvisitlager. Östgötateatern samarbejder med skoler og andre institutioner samt med frie teatergrupper. Teatret har også et omfattende samarbejde på nationalt plan med gæstespil og turnéer.
Nils Poletti har været teaterchef siden 2018. Teatret har en fast skuespillerstab med blandt andet Sven Angleflod, Stina von Sydow, Jesper Barkselius og Marika Strand, men besøges også af en bred vifte af skuespillere og udøvende kunstnere udefra.
Östgötateatern indeholder ligeledes Ung scen öst med børne- og ungdomsteater.

## Historie
Östgötateaterns bygning i Norrköping, Stora teatern, indviedes den 24. februar 1908 og er bygget i jugendstil. På facaden findes skriften Förkunna seklers sorg - Förkunna seklers glädje. Linköpings teaterbygning indviedes i 1903 og er lidt mindre end Norrköpings teater. Begge teaterhuse er tegnet af Axel Anderberg.
Östgötateatern opstod ud af Stadsteatern Norrköping-Linköping, som blev grundlagt i 1947. Teatret fejrede således sit 50 års-jubilæum i 1997. Formelt set blev Stiftelsen Östergötlands länsteater grundlagt i 1981 og overtog den tidligere drift.
Siden 1. januar 2016 har Östgötateatern sammen med Norrköpings Symfoniorkester været en del af det statslige Scenkonst Öst AB (tidligere kaldet Scenkonstbolaget i Östergötland AB). Bestyrerne er Region Östergötland, Norrköpings kommun og Linköpings kommun.
Mange kendte navne har gennem årene gæsteoptrådt på Östgötateatern, blandt andet Ingmar Bergman, Ernst-Hugo Järegård, Max von Sydow, Sven Wollter, Bertil Norström, Margreth Weivers, Thorsten Flinck, Nils Poppe, Annalisa Ericson, Olof Thunberg, Karl Dyall, Eva Rydberg, Petra Nielsen og Anders Ekborg.

## Galleri
- Stora teatern i Linköping.
- Stora teatern i Norrköping.
- Stora teatern i Norrköping, fra en diagonal vinkel.

## Östgötabaletten
Fra 1971 til 1996 var dansekompagniet Östgötabaletten tilknyttet teatret. Det var Sveriges første dansekompagni der havde til huse i et fastliggende teater uden for landets tre storbyregioner. Balletten bestod af fire dansere i det første år, men voksede gradvist. Gruppen blev skabt af den danske danser Svend Bunch og den hollandske Peter-Paul Zwartjes (efterfulgt af Mats Isaksson og Kjell Nilsson). Den havde mere end 100 forestillinger om året. To tredjedele af danseforestillingerne var originale værker skabt direkte til lejligheden, ofte af berømte koreografer som Birgit Cullberg, Mats Ek, Jiri Kylian, Cristina Caprioli og Vlado Juras, eller af de kunstneriske ledere. Der blev lagt stor vægt på forestillinger for børn- og unge. I 1996 blev balletten nedlagt på grund af reduceret kommunal støtte til teatret.

## Teaterchefer
- Johan Falck 1947–1953
- John Zacharias 1953–1978
- Gun Jönsson 1978–1980
- Lars Gerhard Norberg overgangschef i 1981
- Lars-Erik Liedholm 1981–1985
- Georg Malvius 1985–1988
- Hans Bergström 1988–1992
- Lenny Carlsson overgangschef i 1993
- Claes Peter Hellwig 1993–1995
- Lars Wallin overgangschef i 1995
- Olle Johansson overgangschef fra 1995–1997
- Barbro Smeds 1997–1997
- Johan Celander 1997–2018
- Nils Poletti 2018–

## Administrerende direktører
- Tomas Ärlemalm 1995–1998
- Lenny Carlsson 1998–2009
- Johan Celander 2009–2015
- Pia Kronqvist 2016–